# Церква Сан-Дам'но, Ассізі
Сан-Дам'но — це церква з монастирем поблизу Ассизі, Італія, змурована у XII столітті стала першим монастирем Ордена святої Клари, де свята Клара заснувала власну громаду.

## Історія
Витоки церкви датуються VI–VII століттям. З цим місцем пов'язане одне із чудес у житті Святого Франциска. Тут з розп'яття, що висіло на стіні будівлі, яка обсипалася, Розіп'ятий сказав Франциску: «Іди й віднови дім Мій». Франциск продав сукно свого батька та взявся за відновлення маленької церкви. У монастирі, який він побудував поряд з нею, той поселив святу Клара та її перших сестер, відомих як даміаніти (від назви церкви та монастиря), а після смерті святої Клари — клариски. Саме тут він створив свій твір «Похвала творінню». Після його смерті похоронна процесія зупинилася тут, щоб клариски могли попрощатися зі своїм духовним отцем.

## Інтер'єр
Фасад церкви має форму будинку; входу передує короткий портик із трьома круглими аркадами, що підтримуються стовпами цегляної кладки. Над центральною аркою знаходиться кругле вікно з трояндою. Інтер'єр має одну наву з двосвітлими бочкоподібними склепіннями. У правій стіні розташована прямокутна капела, на вівтарі якої знаходиться дерев'яне розп'яття, виконане Інноченцо та Петралі в 1637 році. Нава закінчується глибокою апсидою із сучасним кам'яним вівтарем, дерев'яним табернаклем у стилі бароко та хором.

## Релігійне значення
Будівельний комплекс, що складається з каплиці та монастиря, значною мірою зберігся у своєму первісному стані і цим відрізняється від більшості інших церковних споруд поблизу Ассізі, які після смерті Франциска були щедро прикрашені або, як у випадку з Портіункулою та церквою Санта-Марія-дель-Анджелі, надбудовані в не менш пишному і колосальному стилі. Поряд з Еремо делле Карчері, Сан-Даміано, ймовірно, є місцем в околицях Ассізі, де можна найкраще зрозуміти, як жив Франциск: просто, усамітнено і близько до природи.

### Видіння святого Франциска
За життя святого Франциска Сан-Даміано був занедбаною каплицею, яка, ймовірно, вже була частково зруйнована селянами. У 1205 році, згідно з переказами, Франциск почув перед хрестом у занепалій церкві слова: «Франциск, іди і віднови мій дім, який, як бачиш, вже зовсім напівзруйнований». Хрест із Сан-Даміано сьогодні висить у базиліці Санта-К'яра в Ассізі.

### Перша чернеча спільнота Бідних Кларисок
У 1212 році свята Клара та її супутниці заснували тут перший монастир Бідних Кларисок, до якого згодом приєдналися її сестра Агнеса та її овдовіла мати. Померла свята Клара у Сан-Даміано в 1253 році. Бідні Клариски проживали в монастирі Сан-Даміано до 1260 року.

### Поезія «Співанки Сонця»
Святий Франциск також використовував Сан-Даміано як усамітнення від жвавого Ассізі. У 1224 і 1225 роках він написав у Сан-Даміано свою знамениту «Cantico delle Creature» («Пісню про створіння»)